# Being There (musikalbum)
Being There är Wilcos andra studioalbum, utgivet 29 oktober 1996. Albumet gavs ut som ett dubbelalbum, men kom tack vare att Jeff Tweedy gjort ett avtal med Reprise Records att säljas till priset av ett vanligt album. Albumtiteln är tagen från filmen Välkommen Mr. Chance!, vars titel på engelska är Being There. Musiken på albumet drar mycket år alternativ country och rootsrock. Albumet fick både bättre kritik och sålde bättre än gruppens debutalbum A.M.. Skivan nådde plats 73 på Billboard 200-listan.
Skivan röstades fram till plats 14 på 1996 års Pazz & Jop-lista. Being There är ett av albumen i boken 1001 album du måste höra innan du dör.

## Låtlista

### Första skivan
1. "Misunderstood" – 6:28
2. "Far, Far Away" – 3:20
3. "Monday" – 3:33
4. "Outtasite (Outta Mind)" – 2:34
5. "Forget the Flowers" – 2:47
6. "Red-Eyed and Blue" – 2:45
7. "I Got You (At the End of the Century)" – 3:57
8. "What's the World Got in Store" – 3:09
9. "Hotel Arizona" – 3:37
10. "Say You Miss Me" – 4:07

### Andra skivan
1. "Sunken Treasure" – 6:51
2. "Someday Soon" – 2:33
3. "Outta Mind (Outta Sight)" – 3:20
4. "Someone Else's Song" – 3:21
5. "Kingpin" – 5:17
6. "(Was I) In Your Dreams" – 3:30
7. "Why Would You Wanna Live" – 4:16
8. "The Lonely 1" – 4:48
9. "Dreamer in My Dreams" – 6:43

### Fotnoter
1. ↑  Ankeny, Jason. ”Being There”. Allmusic.com. http://www.allmusic.com/album/being-there-r241294. Läst 26 februari 2011.
2. ↑  https://www.rollingstone.com/music/music-album-reviews/being-there-203447/
3. ↑  https://www.billboard.com/music/wilco/chart-history
4. ↑  https://www.robertchristgau.com/xg/pnj/pjres96.php
5. ↑  Dimery, Robert, m.fl. (2005). 1001 Albums You Must Hear Before You Die, sid. 781 (1:a uppl.). ISBN 0-7893-1371-5